# 45 Водолея
45 Водолея (лат. 45 Aquarii, HD 211676) — одиночная звезда в созвездии Водолея на расстоянии приблизительно 332 световых лет (около 102 парсеков) от Солнца. Видимая звёздная величина звезды — +5,959m.

## Характеристики
45 Водолея — оранжевый гигант спектрального класса K0III. Радиус — около 10,42 солнечных, светимость — около 49,8 солнечных. Эффективная температура — около 4750 К.